# Andy Saville
Andrew Victor Saville Saville, conosciuto principalmente come Andy Saville (Kingston upon Hull, 12 dicembre 1964) è un ex calciatore inglese, di ruolo attaccante.

## Carriera
Esordisce tra i professionisti con l'Hull City, club della sua città natale ed in cui già aveva giocato nelle giovanili, nella Third Division 1983-1984, all'età di 19 anni: l'anno seguente conquista una promozione in seconda divisione, categoria in cui milita ininterrottamente fino alla Second Division 1988-1989, per un totale di 101 presenze e 18 reti in 6 stagioni con i Tigers, di cui nella stagione 1986-1987 è anche il miglior marcatore stagionale con 11 reti (9 nella Second Division 1986-1987 e 2 nelle coppe nazionali.
Successivamente si trasferisce al Walsall, con cui tra la parte finale della Second Division 1988-1989 e la Third Division 1989-1990 il club subisce 2 retrocessioni consecutive, mentre Saville segna 5 reti in 38 presenze; nella parte finale della stagione 1989-1990 torna in Second Division, al Barnsley, dove rimane fino al gennaio del 1992, mettendo a segno in totale 21 reti in 82 presenze in seconda divisione con i Tykes. Veste quindi le maglie di Hartlepool Utd (in terza divisione), Birmingham City (con cui retrocede dalla seconda alla terza divisione), Burnley (4 partite ed una rete in seconda divisione) e Preston N.E. (in quarta divisione): con quest'ultimo club nella stagione 1995-1996 vince il campionato di quarta divisione e, con 29 reti segnate, è anche capocannoniere del campionato alla pari con Steve White. Nella stagione 1996-1997 vince poi un secondo campionato consecutivo di quarta divisione, questa volta con il Wigan.
Negli ultimi anni di carriera gioca sempre in quarta divisione, con meno continuità rispetto agli anni precedenti: tra il 1997 ed il 1999 disputa infatti 47 partite totali, con le maglie di Cardiff City, Hull City e Scarborough. Chiude infine la carriera giocando per 2 anni in club dilettantistici (una stagione in Northern Premier League con il Gainsborough Trinity ed una stagione con il Goole).

## Palmarès

### Club

#### Competizioni nazionali
- Campionato inglese di quarta divisione: 2

Preston N.E.: 1995-1996
Wigan: 1996-1997

### Individuale
- Capocannoniere del campionato inglese di quarta divisione:

1995-1996 (29 reti, alla pari con Steve White)